# Buteo galapagoensis
El ratonero de las Galápagos (Buteo galapagoensis), también conocido como cernícalo de las Galápagos, gavilán de las Galápagos y busardo de las Galápagos, es una especie de ave falconiforme de la familia Accipitridae endémica de algunas islas del archipiélago de las Galápagos. No se conocen subespecies.
Esta ave  constituye una especie más dentro de la interesante lista de endemismos de estas islas ecuatorianas. No se sabe con certeza de dónde procede o en qué época sus antepasados llegaron a las islas. Se alimenta de iguanas marinas, culebras, peces, tropiduros y huevos de tortugas gigantes. Antes de la llegada del hombre también devoraba pequeños roedores, por entonces más abundantes. También de polluelos y huevos de las colonias de aves marinas.
Ave perseguida por el hombre por los destrozos que causaba en los corrales, actualmente se encuentra amenazada, como todos los endemismos de Galápagos.
Incuban durante 28-35 días una puesta de 1-3 huevos. Los adultos tienen una envergadura de 130 cm y un peso de 700-1000 g; llegan a vivir 22 años.

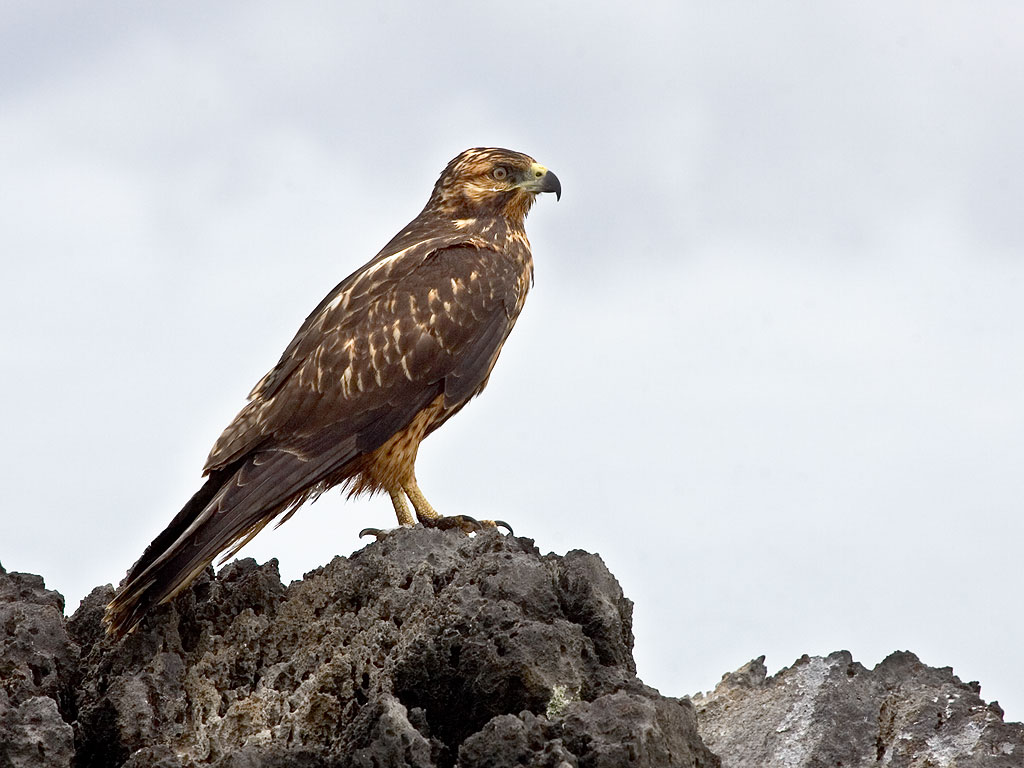
Adulto en la Isla Fernandina.